# Schloss Gusterheim

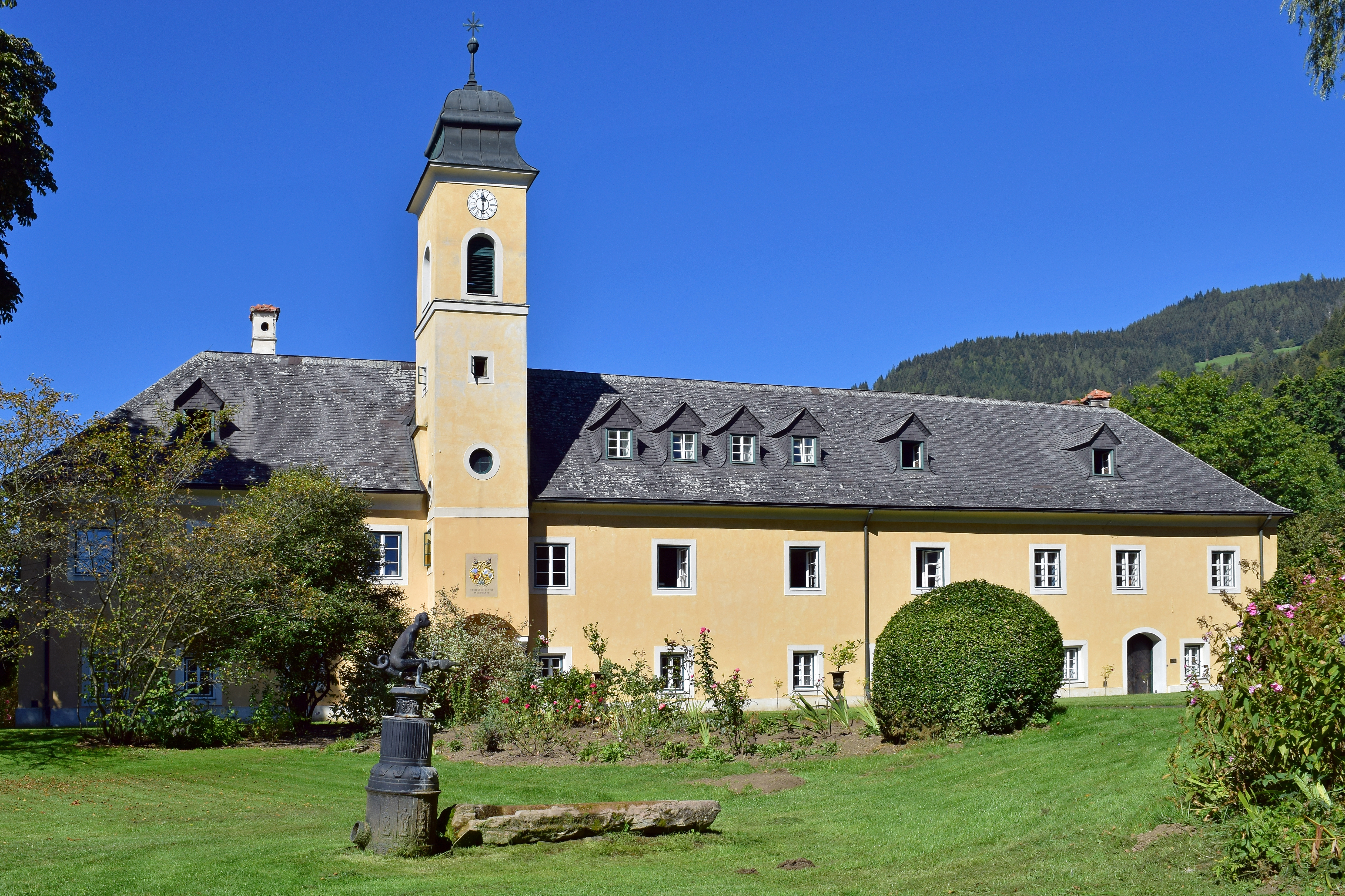
Schloss Gusterheim (2018)

Das Schloss Gusterheim ist ein Schloss in der Ortschaft Gusterheim in der steirischen Gemeinde Pöls-Oberkurzheim.

## Das Schloss

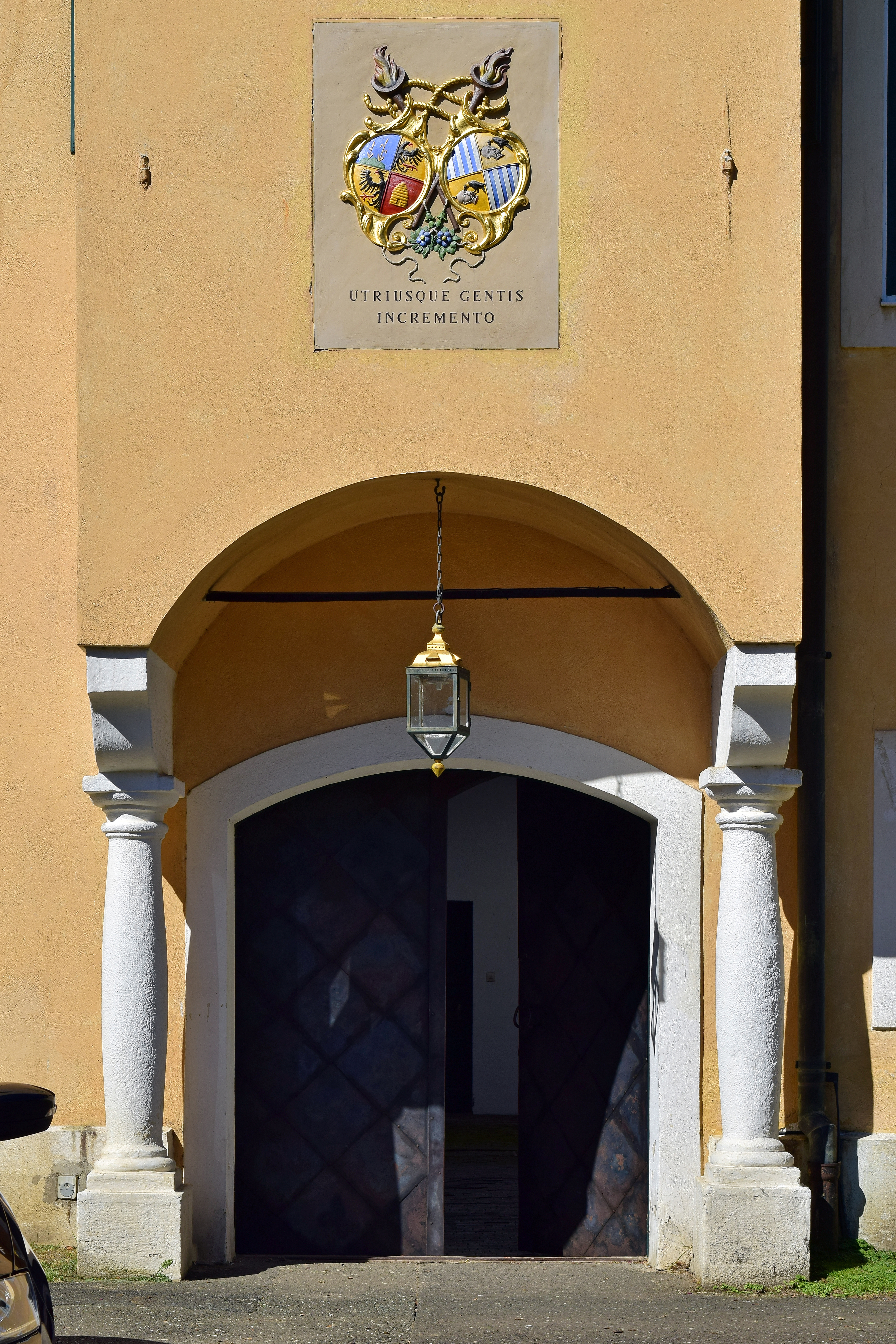
Eingang zum Schloss Gusterheim (2018)

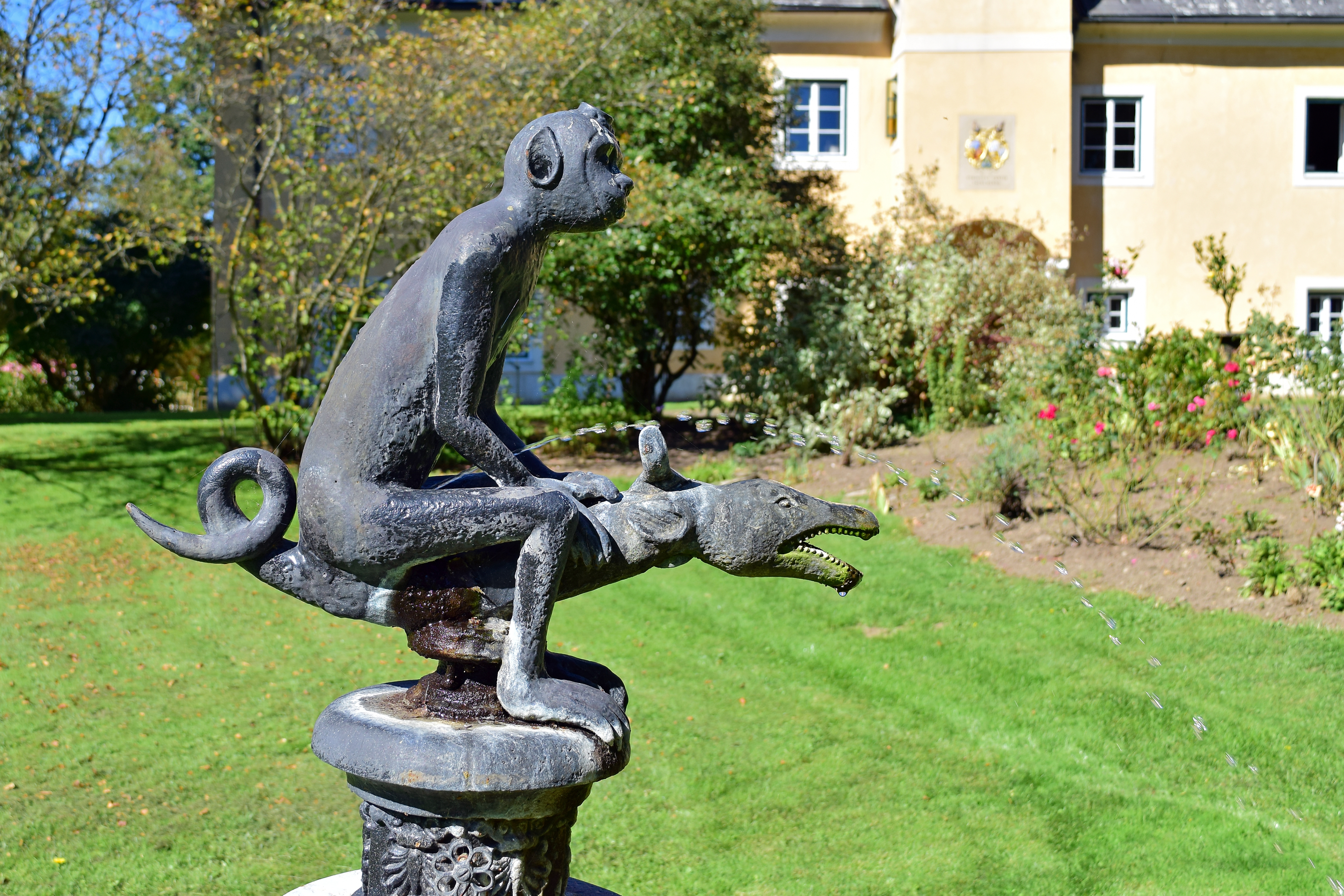
Brunnenfigur am Schloss Gusterheim (2018)

Das Schloss Gusterheim ist ein langgestreckter zweigeschoßiger Bau mit zwei kleinen Innenhöfen im Privatbesitz. An der Ostseite befindet sich ein Turm mit einer barocken Haube. Das Schloss kann nur von außen besichtigt werden. Das Schloss Gusterheim wird als Wohnsitz und Verwaltungsgebäude eines großen Forstbetriebes verwendet.

## Geschichte

### Bis 1698
Das Schloss Gusterheim entstand aus einem Meierhof der Burg Offenburg. Bis ins 17. Jahrhundert stand hier der „Gusterhof“, der größte Gutshof des Ortes, das 1629 Christof Viehhauser, dem Verwalter der Teuffenbacher auf der Reifenstein, von Appolonia von Landau erworben. Viehhauser baute den Meierhof zum Edelsitz aus. Dieser Edelsitz wurde 1658 von seiner Tochter Esther Viehhauser an Christian Johann Payrlechner, der das Adelsprädikat „von Lerchenthal“ führen durfte, verkauft. Payrlechner war Verwalter der Herrschaft Straß, die dem Adelsgeschlecht Eggenberggehörte.
Ab da bezeichnete Payrlechner das Bauwerk als „Gusterheim“, woraufhin Kaiser Leopold I. ihm erlaubte, sich „von Lerchtenthal und Gusterheim“ zu nennen. Er organisierte von 1661 bis 1663 einen Ausbau und eine Neueinrichtung des Schlosses. Seine Witwe Catharina Regina Payrlechner verkaufte das Schloss 1670 an den Freiherrn Franz Ferdinand von Sidenitsch, der Gusterheim mit seinen beiden Herrschaften Reifenstein und Offenburg vereinigte.

### 1698 bis zum 20.Jahrhundert
Ferdinand Fürst zu Schwarzenberg erwarb 1698 alle drei Güter – Gusterheim, Reifenstein und Offenburg. Seit 1706 diente das Schloss dem jeweiligen Richter des Landgerichtes Reifenstein als Wohnsitz und 1792 wurde dort das Offenburger Archiv untergebracht. Für das Landesgericht wurden einige Arrestzellen eingerichtet, Material entnahm man von der bereits teilweise verfallenen Burgruine Reifenstein. 1835 kam es zu weiteren Umbauten des Schlosses Gusterheim.

### Seit dem 20.Jahrhundert
Seit der zweiten Hälfte des 20. Jahrhunderts gehört Gusterheim der 1947 als Tochter von Heinrich Schwarzenberg, Herzog von Krumau und dessen Ehefrau Eleonore Schwarzenberg, Gräfin zu Stolberg-Stolberg geborenen Elisabeth von Pezold (geborene Elisabeth Regina von Schwarzenberg) aus der Frauenberger Linie der Familie, die 1970 den deutschen Rechtsanwalt Rüdiger von Pezold heiratete. Sie bekamen im Mai 1971 die Tochter Anna und in den zwölf folgenden Jahren die Söhne Heinrich, Georg Philipp, Felix, Johann und Adam.
1972 wurde das Schloss Gusterheim umfassend restauriert.
1988 erwarb die Besitzerin, Elisabeth von Pezold, Wälder in Simbabwe, deren Management sie 1998 an ihren damals 27-jährigen Sohn Heinrich von Pezold übertrug. Dadurch widmete sie sich vermehrt der Restitution des Besitzes der Familie Schwarzenberg in der Tschechischen Republik und nahm die tschechische Staatsbürgerschaft an und ließ sich 1993 in Prag nieder.
Ein Rechtsstreit um Rückgabe des Schwarzenberg-Besitzes in Südböhmen, zu dem unter anderem das Schloss Hluboká nad Vltavou (Frauenberg), das Schloss Český Krumlov (Krumau), das Schloss Třeboň (Trebon) sowie das Palais Schwarzenberg in Prag gehörten, ist bisher erfolglos geblieben. Restitutionen erfolgten lediglich an Karel Schwarzenberg aus der Worliker Linie.